# Jitka Nováková
Jitka Nováková (16. října 1932 Vráble u Nitry, Československo – 26. června 2018 Liberec) byla česká divadelní a filmová herečka, loutkoherečka, zpěvačka, klavíristka a výtvarnice.

## Život
Narodila se 16. října 1932 ve Vráblích u Nitry na Slovensku. Vystudovala Odbornou školu uměleckoprůmyslovou v Jablonci nad Nisou a v Krajském loutkovém studiu Liberec pak pracovala v letech 1963–1969 jako loutkovodička. Spolu se svým manželem, o dva roky mladším Karlem Novákem, jenž absolvoval stejnou školu a stejně jako ona začínal v libereckém loutkovém studiu, se stala jednou ze zakládajících osobností Studia Ypsilon, které vzniklo profesionalizací z Naivního divadla Liberec a v němž působila v letech 1969–1977. Poté se stala členkou pražského Semaforu.
Účinkovala celkem ve třech kamerových záznamech divadelních inscenací, v šestnácti českých filmech a dvou televizních seriálech. Před kamerou debutovala se Studiem Ypsilon v dokumentárním záznamu parodického představení Carmen nejen podle Bizeta (1968) režiséra Evalda Schorma. S manželem pak vytvořila ústřední manželský pár ve filmovém podobenství Věry Chytilové Ovoce stromů rajských jíme (1969). Na filmovém plátně se poté objevila ještě v několika menších rolích, např. ve snímcích Na startu je delfín (1974, r. Jaromír Borek), Den pro mou lásku (1976, r. Juraj Herz), Hra o jablko (1976, r. Věra Chytilová) a Lásky mezi kapkami deště (1979, r. Karel Kachyňa). Objevila se ale také v divácky vděčných komediích Jak utopit dr. Mráčka aneb Konec vodníků v Čechách (1974), Léto s kovbojem (1976) a Což takhle dát si špenát (1977). Samu sebe hrála ve střihovém filmu s dotáčkami V hlavní roli Oldřich Nový (1980). Po manželově tragické smrti v roce 1980 se však na dlouho před kamerou neobjevila, až v roce 2006 v epizodní roli komedie Všechno nejlepší! (2006). Zemřela 26. června 2018 ve věku 85 let.